# Claus Roxin
Claus Roxin (* 15. Mai 1931 in Hamburg; † 18. Februar 2025) war ein deutscher Rechtswissenschaftler und Hochschullehrer. Er gilt als einer der einflussreichsten Dogmatiker des deutschen Strafrechts der Gegenwart und war national und international hoch angesehen. Insgesamt achtundzwanzig Universitäten verliehen ihm die Ehrendoktorwürde.

## Leben
Claus Roxin wurde am 15. Mai 1931 als Sohn von Hans und Charlotte Roxin in Hamburg geboren und verbrachte dort die Schulzeit. Nach dem Studium von 1950 bis 1954 an der Universität Hamburg arbeitete Roxin als wissenschaftlicher Assistent am Lehrstuhl von Heinrich Henkel, wo er 1957 mit der Dissertation Offene Tatbestände und Rechtspflichtmerkmale promovierte und sich 1962 mit der Studie Täterschaft und Tatherrschaft habilitierte.
Im Jahre 1963 wurde Roxin Professor an der Georg-August-Universität Göttingen. Er zählt zu den Gründungsmitgliedern des Arbeitskreises Alternativ-Entwurf, der 1966 unter seiner Mitarbeit den „Alternativ-Entwurf eines Strafgesetzbuches Allgemeiner Teil“ vorlegte. Dieser im Rahmen der Großen Strafrechtsreform beratene – für damalige Verhältnisse liberale und innovative – Alternativentwurf für den Allgemeinen Teil des bundesdeutschen Strafgesetzbuchs prägt das deutsche Strafrecht bis heute. Auch an allen folgenden Alternativ-Entwürfen dieses Arbeitskreises wirkte Roxin maßgeblich mit.
Im Jahre 1971 wechselte Roxin von Göttingen an die Ludwig-Maximilians-Universität München. Dort forschte und lehrte er 28 Jahre als Ordinarius für Strafrecht, Strafprozessrecht und allgemeine Rechtslehre. Ab 1974 war er Geschäftsführender Direktor des Instituts für die gesamten Strafrechtswissenschaften. Roxin wurde 1999 emeritiert.
Durch Gastauftritte in der Fernsehreihe Wie würden Sie entscheiden? wurde Roxin in den 1970er Jahren einem größeren Publikum bekannt.
Roxin war Mitherausgeber der Zeitschrift für die gesamte Strafrechtswissenschaft, der Neuen Zeitschrift für Strafrecht und der Zeitschrift für das Juristische Studium. Ab 1994 war er Mitglied der Bayerischen Akademie der Wissenschaften.
Privat engagierte sich Roxin in der von ihm mitbegründeten Karl-May-Gesellschaft und war von 1971 bis 1999 Vorsitzender der Gesellschaft. 1999 wurde er zu ihrem Ehrenvorsitzenden ernannt.
Roxin war mit der Rechtsanwältin Imme Roxin verheiratet. Der Verbindung entstammen drei Kinder. Er starb am 18. Februar 2025 im Alter von 93 Jahren.

## Wirken
Roxins Werk umfasst etliche Monografien und eine Vielzahl von Aufsätzen, Urteilsanmerkungen und Essays. Bezeichnend für Roxins Einfluss auf das deutsche Strafrecht ist das ungebrochene Interesse an seinen Schriften, die zu den Standardwerken der deutschen Strafrechtslehre zählen. Seine Habilitationsschrift Täterschaft und Tatherrschaft erschien als Klassiker der Allgemeinen Strafrechtslehre 2022 in der 11. Auflage. Das von ihm 1967 übernommene Studienbuch zum Strafverfahrensrecht erschien zuletzt 2022 in 30. Auflage (seit der 26. Auflage 2009 bearbeitet von Bernd Schünemann).
Zu seinen wichtigsten Werken zählen:
- Offene Tatbestände und Rechtspflichtmerkmale. 2. Auflage. Verlag Cram, de Gruyter & Co., Hamburg 1970.
- Täterschaft und Tatherrschaft. 11. Auflage. Verlag de Gruyter, Hamburg 2022, ISBN 978-3-11-078162-5.
- Strafrecht, Allgemeiner Teil, Band I: Grundlagen. Der Aufbau der Verbrechenslehre. 4. Auflage. Verlag C. H. Beck, München 2006.
- Strafrecht, Allgemeiner Teil, Band II: Besondere Erscheinungsformen der Straftat. Verlag C. H. Beck, München 2003.
- Karl May, das Strafrecht und die Literatur. u. a. in: Jahrbuch der Karl-May-Gesellschaft 1978, S. 9–36. Für weitere Veröffentlichungen dieses Artikels siehe hier (PDF, 585 kB).

## Auszeichnungen und Ehrungen

### Ehrendoktorwürden
Claus Roxin war national und international hoch angesehen und bekam von 28 Universitäten die Ehrendoktorwürde verliehen:
- 19. Oktober 1984: Hanyang-Universität, Seoul, Südkorea
- 15. Juni 1989: Universität Urbino, Italien
- 19. Mai 1991: Universität Coimbra, Portugal
- 28. Januar 1994: Universität Complutense, Madrid, Spanien
- 15. Juni 1994: Universität Barcelona, Spanien
- 19. Oktober 1994: Universität Komotini, Griechenland
- 10. November 1997: Universität Athen, Griechenland
- 23. Oktober 1998: Universität Mailand, Italien
- 21. März 2000: Universität Lusíada, Lissabon, Portugal
- 4. September 2000: Nationales Institut für Strafrechtswissenschaft, Mexiko
- 16. November 2000: Universität Tabasco, Mexiko
- 18. Oktober 2001: Nationale Universität Córdoba, Argentinien
- 27. Mai 2003: Universidad del Norte, Asunción, Paraguay
- 27. Mai 2004: Universität Granada, Spanien
- 24. September 2007: Universidad Santa María, Caracas, Venezuela
- 25. September 2008: Universität Belgrad, Serbien
- 28. Januar 2009: Universität Huelva, Spanien
- 24. September 2009: Universität Andres Bello, Santiago de Chile/Viña del Mar, Chile
- 12. Oktober 2010: Universität San Marcos, Lima, Peru
- 30. Oktober 2012: Universität Gama Filho, Rio de Janeiro, Brasilien
- 7. November 2013: Universidad de Huánuco, Huánuco, Peru
- 1. September 2014: Universidade Presbiteriana Mackenzie, São Paulo, Brasilien
- 9. September 2014: Universidade do Estado do Rio de Janeiro, Rio de Janeiro, Brasilien
- 13. November 2014: Universität Pablo de Olavide, Sevilla, Spanien
- 6. September 2016: Universität Inca Garcilaso de la Vega, Lima, Peru
- 15. März 2017: Universität Libre, Bogotá, Kolumbien
- 13. November 2017: Universität Guanajuato, Mexiko
- 22. November 2021: Universidad Nacional del Altiplano de Puno, Peru.[7][8][9]

### Weitere Auszeichnungen und Ehrungen
Claus Roxin war seit 1994 Träger des Ehrenkreuzes des Orden San Raimundo de Penafort, seit 2000 des Verdienstordens der Bundesrepublik Deutschland (Verdienstkreuz 1. Klasse) und seit 2023 des Bayerische Verfassungsordens.
Im Jahre 2002 wurde ihm die Beccaria-Medaille in Gold und 2007 der Max-Friedlaender-Preis des Bayerischen Anwaltverbandes verliehen.
Honorarprofessor war Roxin seit 19. Mai 2000 an der Universidad de Lima (Peru), seit dem 27. November 2012 an der Universidad Católica de Cuenca, (Ecuador), seit dem 6. März 2013 an der Universidad Iberoamericana, Santo Domingo  (Dominikanische Republik), seit dem 12. März 2013 an der Universidad Autónoma de Santo Domingo (Dominikanische Republik) und seit dem 30. Oktober 2013 an der Universidad Nacional del Nordeste, Corrientes (Argentinien).